# O Segredo da Múmia
O Segredo da Múmia é um filme brasileiro dirigido por Ivan Cardoso em 1982.

## Sinopse
Cientista, ridicularizado por seus colegas, tenta provar que sua maior descoberta, o "elixir da vida", realmente funciona. Para isso, ele decide ressuscitar uma recém descoberta múmia egípcia.

## Elenco
- Wilson Grey ....  Expedito Vitus
- Anselmo Vasconcelos ....  Runamb
- Clarice Piovesan ....  Gilda
- Evandro Mesquita ....  Everton Soares
- Regina Casé ....  Regina
- Felipe Falcão ....  Igor
- Tânia Boscoli .... Nadja
- Júlio Medaglia ....  Rodolfo
- Jardel Filho ....  Delegado Almir Gomes
- Nina de Pádua
- José Mojica Marins
- Patrícya Travassos
- Colé Santana
- Nelson Motta
- Joel Barcellos
- Maria Zilda Bethlem
- Paulo César Peréio

## Principais prêmios e indicações
Festival de Gramado 1982 (Brasil)
- Venceu nas categorias de melhor roteiro (Rubens Francisco Luchetti); melhor trilha sonora (Júlio Medaglia e Gilberto Santeiro); e melhor ator coadjuvante (Felipe Falcão).
- Wilson Grey recebeu o Prêmio Especial do Júri.
- Indicado na categoria de melhor filme.

XV Festival de Brasília 1982 (Brasil)
- Recebeu os prêmios de melhor direção, melhor montagem e melhor ator (Wilson Grey).

Prêmio APCA 1983 (Associação Paulista de Críticos de Arte, Brasil)
- Recebeu os prêmios de melhor ator (Wilson Grey), melhor cenografia e melhor figurino.
- Ivan Cardoso foi indicado ao Prêmio Especial.

Fantasporto 1983 (Portugal)
- Indicado na categoria de melhor filme.